# شيري فوستر
شيري فوستر (بالإنجليزية: Sheri Foster)‏ هي ممثلة أمريكية، ولدت في 19 أكتوبر 1957 في بورجير في الولايات المتحدة.

## أعمال

### مسلسلات
- كيمي شميت القوية

## وصلات خارجية
- شيري فوستر على موقع IMDb (الإنجليزية)
- شيري فوستر على موقع قاعدة بيانات الفيلم (الإنجليزية)